# Disco SLED
Discos antigos de grande capacidade que eram usados em antigos servidores para fornecer grande capacidade de armazenamento.
Foram substituídos pela tecnologia RAID por oferecerem melhor desempenho e/ou confiabilidade. 